# Швед, Ярослав Антонович
Ярослав Антонович Швед (род. 1949) — директор частного сельскохозяйственного предприятия «Мамаевское», Черновицкая область, Герой Украины (2004).

## Биография
Родился 20 августа 1949 года в с. Рожановка, Тернопольской области.
Работает директором сельскохозяйственного предприятия «Мамаевское», Кицманский район, Черновицкая область.

## Награды и звания
- Герой Украины (с вручением ордена Державы, 22 августа 2004 — за выдающийся личный вклад в организацию и обеспечение роста производства сельскохозяйственной продукции, многолетний самоотверженный труд).
- Награждён советским орденом Знак Почёта; украинскими орденами За заслуги III степени и орденом УПЦ — Святого князя Владимира Великого III степени.
- Заслуженный работник сельского хозяйства Украины.